# Ole Østmo
Ole Ostmo, nacido el 13 de septiembre de 1866 en Elverum y murió el 11 de septiembre de 1923 en Oslo, Noruega es un tirador.
Ole Ostmo compitió en los Juegos Olímpicos de París 1900. Ganó dos medallas de plata en la prescripción rifle a 300 metros de altura y el equipo de rifle libre. Tirador también ganó dos medallas de bronce en los 300 metros con receta rifle en 3 posiciones (compartido con el belga Paul Van Asbroeck) y rifle tendido receta 300 metros. Él acabó decimoquinto en orden rifle a 300 metros rodillas.